# Mary Honeyball

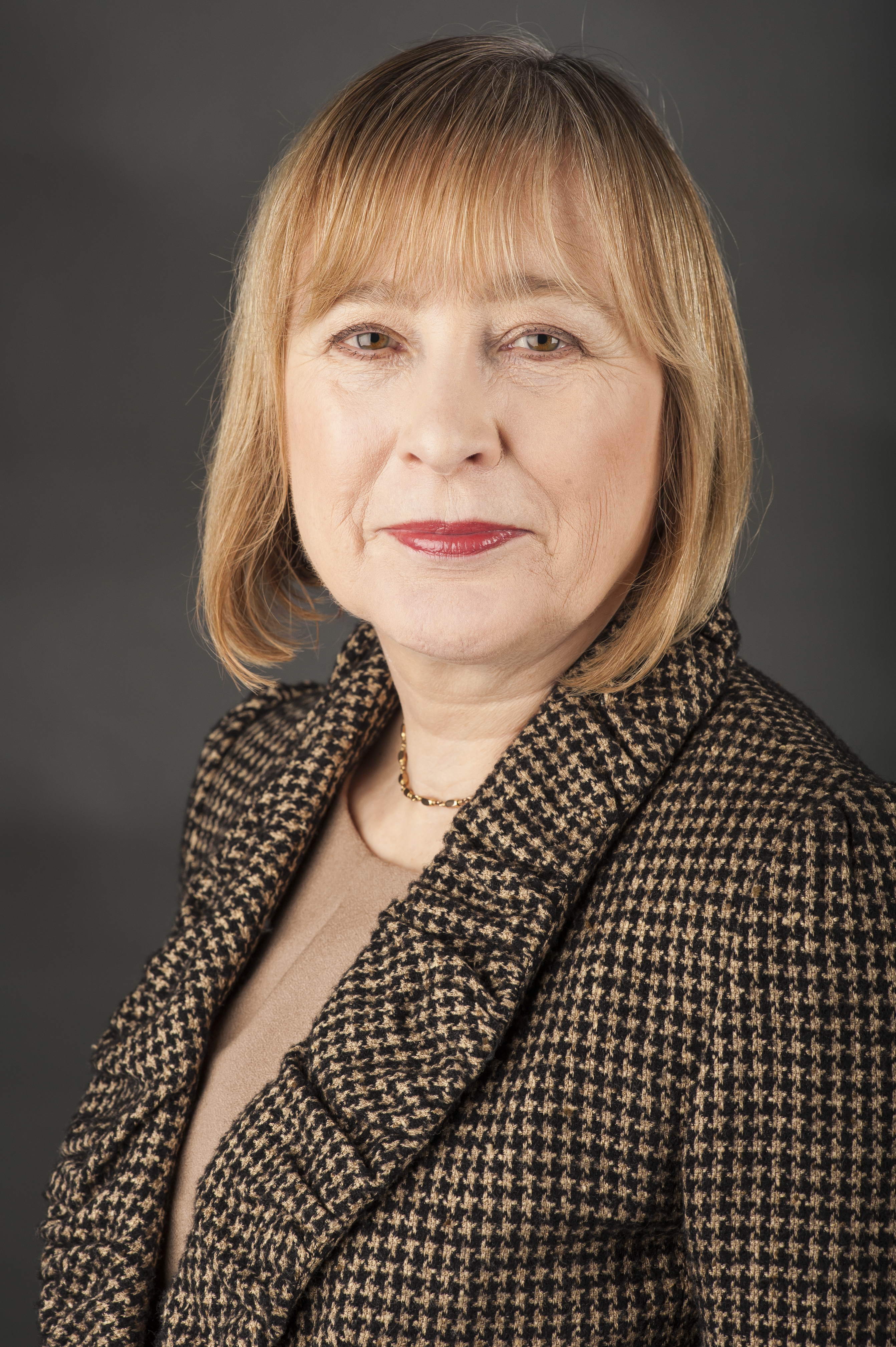
Mary Honeyball 2014

Mary Honeyball (* 12. November 1952 in Weymouth) war von 2000 bis 2019 Europaabgeordnete für die Labour Party für London in der Sozialdemokratischen Fraktion im Europäischen Parlament. Sie studierte am Somerville College, Oxford University.
Aufgaben und Zuständigkeiten: (Stand: Periode 2009 bis 2014)
- Mitglied im Ausschuss für Kultur und Bildung
- Stellvertreterin für den Ausschuss für Kultur und Bildung und im Ausschuss für die Rechte der Frau und die Gleichstellung der Geschlechter
- Stellvertreterin für den Rechtsausschuss und in der Delegation für die Beziehungen zu Kanada[1]

## Werdegang
1975 absolvierte Honeyball ihr Studium der zeitgenössischen Geschichte mit einem Bachelor of Arts. Zwischen 1978 und 1986 wohnte sie dem Gemeinderat des Londoner Bezirks Barnet bei. Von 1978 bis 1994 agierte sie als Mitglied des Direktoriums verschiedener Schulen in den Londoner Bezirken Barnet und Lewisham. 
1982–1986 führte sie den Vorsitz des Frauenausschusses der Labour Party in London an und war 1985–1998 in derselben Stadt Mitglied im politischen Ausschuss der Dienstleistungen der Genossenschaften. Ab 1986 zeigte sie sich bis 1990 als Generalsekretärin des Rats für Freiwilligendienst im Londoner Bezirk Newham verantwortlich.
1990–1992 war Honeyball Managerin von SCOPE, einer karitativen Organisation für Behinderte. Von 1992 bis 1994 war sie Mitglied des Nationalen Verbands von Frauenorganisationen sowie Vorstandsvorsitzende von Gingerbread, einer Gruppe zur Unterstützung alleinerziehender Eltern. Zwischen 1994 und 1998 übernahm sie die Generalsekretärschaft im Verband der Bewährungshelfer. 1998–2000 hatte Mary Honeyball den Schatzmeisterposten von EMILYs Liste, VK, die sich für mehr der Labour Party angehörenden Frauen im Parlament einsetzt, inne. 2000–2003 war sie Vorstandsmitglied des Frauenausschusses der Labour Party, ab demselben Zeitpunkt bis 2004 auch Mitglied des Forums für nationale Politik derselben Partei.
Größere Bekanntheit erhielt die Politikerin als Berichterstatterin des nach ihr benannten Honeyball-Reports. Dabei handelt es sich um einen Bericht des Ausschusses für die Rechte der Frau und die Gleichstellung der Geschlechter über „sexuelle Ausbeutung und Prostitution und deren Auswirkungen auf die Gleichstellung der Geschlechter“.

Der Honeyball Report vertritt u. a. die Auffassung, dass Prostitution eine Form der sexuellen Sklaverei und der Gewalt von Männern gegen Frauen sei, ferner, dass die Hälfte der Freier Sex kaufen, obwohl die Prostituierten minderjährig sind, dass 80–95 % aller Prostituierten in irgendeiner Form Gewalt wie Vergewaltigung, Inzest, Pädophilie erlitten hätten, und dass Prostitution und Zwangsprostitution untrennbar mit der Ungleichbehandlung der Geschlechter in der Gesellschaft verbunden seien.
 Entsprechend fordert der Bericht die Kriminalisierung und Bestrafung von Freiern und verlangt eine Prostitutionsgesetzgebung nach schwedischem Vorbild.
 Das Europäische Parlament verabschiedet am 26. Februar 2014 mit 343 Stimmen, 139 Gegenstimmen und 105 Enthaltungen eine entsprechende Resolution.